# 千斤乡
千斤乡，是中华人民共和国河南省信阳市新县下辖的一个乡镇级行政单位。

## 行政区划
千斤乡下辖以下地区：
杨店村、王店村、余店村、娘湾村、邵山村、土主岭村、杨高山村、代湾村、喻冲村、大吴湾村、北杨湾村、付洼村、徐畈村、沙石村、南京村、抱耳村、孔湾村、杨湾村和大塘村。